# Besluiten van Karlsbad
De Besluiten van Karlsbad (Duits: Karlsbader Beschlüsse) waren een reeks maatregelen ter onderdrukking van nationaal-liberale stromingen in de Duitse Bond. De besluiten kwamen tot stand op de Congressen van Karlsbad (6-31 augustus 1819) en werden op 20 september 1819 op aandringen van Oostenrijk en Pruisen door de Bondsdag unaniem aangenomen.
De directe aanleiding was de moord op de toneelschrijver August von Kotzebue (23 maart 1819), die in zijn Literarisches Wochenblatt patriottisch gezinde Duitse studenten bespotte. De dader was de radicale Burschenschafter (lid van een studentencorporatie) Karl Ludwig Sand. Aanwezig op de hierna bijeengeroepen congressen te Karlsbad (Bohemen) waren ministers van Oostenrijk en Pruisen en voorts van de staten Beieren, Saksen, Hannover, Württemberg, Baden, Mecklenburg-Schwerin, Mecklenburg-Strelitz en Nassau. De drijvende kracht erachter was de Oostenrijkse staatskanselier Klemens von Metternich. De besluiten van Karlsbad behelsden:
- algemene censuur van de pers

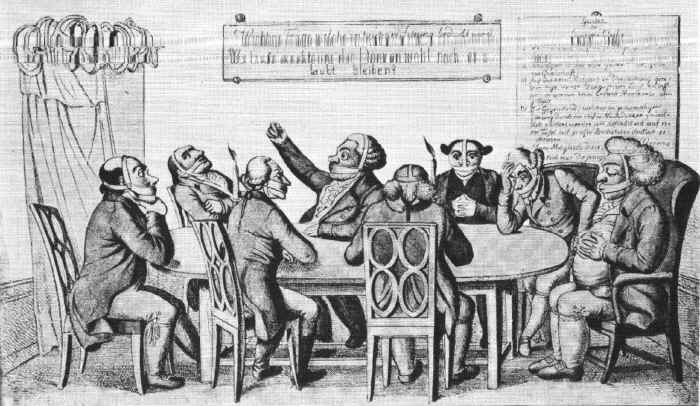
"Der Denker-Club" - anonieme karikatuur (circa 1820) van de Congressen van Karlsbad

- verbod op Burschenschaften (studentencorporaties)
- ontslag van revolutionair gezinde docenten
- staatstoezicht op universiteiten
- een centrale commissie van onderzoek naar revolutionaire activiteiten (zetel in Mainz)

De Besluiten van Karlsbad waren de strengste maatregelen in Metternichs zogenaamde demagogenvervolging, waarin nationaal-liberalen als volksopruiers werden vervolgd. Ten slachtoffer hieraan vielen onder anderen Ernst Moritz Arndt, Friedrich Ludwig Jahn, August Heinrich Hoffmann von Fallersleben en Karl Theodor Welcker.
De besluiten bleven van kracht tot de Maartrevolutie van 1848, toen de Bondsdag de maatregelen op aandringen van het Vorparlament buiten werking stelde (2 april 1848).